# Pescatoria
Pescatoria é um género botânico pertencente à família das orquídeas (Orchidaceae). Foi proposto por Reichenbach f., em Botanische Zeitung. Berlin 10: 667, em 1852.  Robert Louis Dressler propôs a unificação do gênero Bollea Rchb.f com Pescatoria em artigo publicado em 2005.

## Distribuição
Trata-se de gênero com vinte cinco espécies, robustas, epífitas, que habitam as florestas tropicais quentes e úmidas do Norte da Amazônia. Duas espécies são citadas para o Brasil, uma longamente conhecida e outra recentemente descoberta. Pode-se considerar a Colômbia como centro de dispersão desse gênero.

## Descrição
São plantas de crescimento cespitoso, de rizoma curtissímo, com leques de folhas à maneira de Huntleya, sem sinais de pseudobulbos, mas apenas um nódulo no qual ficam inseridas as Baínhas das numerosas folhas, estas eretas, flácidas, herbáceas, fasciculadas e equitantes. Como em Huntleya sua inflorescência é solitária, emergindo das bainhas das folhas inferiores.
Aparentadas de Cochleanthes e Warczewiczella, delas se distingüem por suas flores apresentarem labelo dotado de longo unguículo sinuoso e levantado, brusca¬mente alargado em lâmina erguida e aconchavada, no  disco com calo quase inteiro, alongado transversalmente, regularmente cristado, parecendo uma engrenagem espessa.
As flores são carnosas, grandes, arredondadas e vistosas, normalmente violáceas ou azuis, ocasionalmente, pálidas, brancas, roseas ou manchadas. As sépalas são parecidas entre si e com as pétalas. A coluna é curta, larga, carnosa, sem asas, prolongada em pé onde fica articulado o já citado unguículo do labelo. A antera é terminal, contendo dois pares de polínias cerosas.

## Lista de espécies
| - Pescatoria aprilensis - Pescatoria backhousiana - Pescatoria bella - Pescatoria cerina - Pescatoria cochlearis - Pescatoria coronaria - Pescatoria costaricensis - Pescatoria dayana - Pescatoria dormaniana - Pescatoria euglossa - Pescatoria fimbrata - Pescatoria fimbriata | - Pescatoria gairiana - Pescatoria klabochorum - Pescatoria lamellosa - Pescatoria lehmanni - Pescatoria roezlii - Pescatoria rueckeriana - Pescatoria russeliana - Pescatoria schroederiana - Pescatoria triumphans - Pescatoria vervaeti - Pescatoria wallisii |